# Paul Rübig
Paul Rübig, né le 6 mai 1953 à Wels, est un homme politique autrichien membre du Parti populaire autrichien (ÖVP).